# Confidence (romance)
Confidence (em português: Confiança) é um romance de Henry James, publicado primeiramente como série em Scribner's Monthly em 1879, e então como livro, posteriormente no mesmo ano. Esta comédia leve e um tanto estranha se foca no artista Bernie Longueville, no cientista Gordy Wright, e na inescrutável heroína, Angie Vivian. O enredo passeia por vários enlaces românticos antes de chegar a um descomplicado, mas verossímil, final feliz.

## Enredo
Enquanto faz rascunhos em Siena, Bernard Longueville encontra Angela Vivian e sua mãe. Mais tarde, o amigo de Bernard, e autoproclamado cientista ‘maluco’ Gordon Longueville, o convoca para Baden-Baden a fim de aconselhá-lo se deve se casar ou não com Angela. Bernard o desaconselha, baseado em sua impressão de que Angela é uma coquete misteriosa.
Então Gordon se casa com Blanche Evers. Depois de alguns anos, Longueville reencontra Angela em uma praia de descanso na França e percebe que a ama. Eles se tornam noivos, e Angela diz a Bernard que ela havia recusado Gordon quando ele lhe propôs casamento. Eventualmente Angela consegue reconciliar Gordon e Blanche, que estavam em conflito devido a um suposto caso extraconjugal dele. Todos vivem felizes para sempre.